# Dušan Popov
Dušan Dusko Popov (serbio cirílico: Душан "Душко" Попов, 10 de julio de 1912 - 10 de agosto de 1981) fue un doble agente Serbio durante la Segunda Guerra Mundial para el MI6, bajo el nombre clave Triciclo, y el Abwehr, bajo el nombre clave Ivan. Pasó desinformación a Alemania como parte del sistema de doble traición mientras trabajaba como agente para el gobierno yugoslavo en el exilio en Londres.
Popov nació en una familia adinerada y ejercía la abogacía al comienzo de la guerra. Tenía una gran aversión al nazismo y, en 1940, se infiltró en la Abwehr, el servicio de inteligencia militar de Alemania, que lo consideraba un activo valioso debido a sus conexiones comerciales en Francia y el Reino Unido. Popov proporcionó a los alemanes información engañosa e inexacta durante gran parte de la guerra.
Los engaños en los que participó incluyeron la Operación Fortitude, que buscaba convencer a los planificadores militares alemanes de que la invasión aliada de Europa tendría lugar en Calais, no en Normandía, desviando así a cientos de miles de tropas alemanas y aumentando la probabilidad de que la Operación Overlord tuviera éxito.
Popov era conocido por su estilo de vida promiscuo y cortejaba a mujeres durante sus misiones, incluida la actriz francesa Simone Simon. Además del MI6 y la Abwehr, también informó al servicio de inteligencia yugoslavo, que le asignó el nombre en clave Duško. Sus encargados alemanes se referían a él con el nombre en clave de Ivan. El MI6 británico le puso el nombre en código Triciclo porque era el jefe de un grupo de tres agentes dobles.
En 1974, Popov publicó una autobiografía titulada Spy/Counterspy (Espía/Contraespía), en la que relataba sus hazañas durante la guerra. Popov es considerado una de las principales inspiraciones de Ian Fleming para el personaje de James Bond. Ha sido objeto de varios libros y documentales de no ficción.

## Biografía

### Primeros años
Popov nació el 10 de julio de 1912 en Titel, entonces perteneciente al Imperio austrohúngaro, en una familia serbia acaudalada. Sus padres fueron Milorad y Zora Popov.  Tuvo un hermano mayor, Ivo, que también fue doble agente durante la Segunda Guerra Mundialcon el nombre en código Dreadnought), y un hermano menor, Vladan. La familia era sumamente rica y debía su fortuna al abuelo paterno de Popov, Omer, un rico banquero e industrial que fundó varias fábricas, minas y negocios minoristas. Procedían del pueblo de Karlovo (ahora Novo Miloševo). Los registros de 1773 los describen como la familia más rica del lugar. El padre de Popov amplió los intereses comerciales de la familia para incluir transacciones inmobiliarias.  Cuando Popov era un bebé, la familia abandonó Titel y se trasladó permanentemente a su residencia de verano en Dubrovnik (actualmente en Croacia), que fue su hogar durante gran parte del año. También tenían una mansión en Belgrado, donde pasaban los meses de invierno.
La infancia de Popov coincidió con una serie de cambios políticos monumentales en los Balcanes. En noviembre de 1918, Austria-Hungría se desintegró en varios estados más pequeños y sus posesiones balcánicas se incorporaron al Reino de los serbios, croatas y eslovenos (rebautizado como Yugoslavia en 1929). El Estado recién creado, liderado por los serbios, estuvo plagado de luchas políticas internas entre sus diversos grupos étnicos constitutivos, particularmente serbios y croatas, pero también húngaros y alemanes. El joven Popov y su familia disfrutaban de un estilo de vida lujoso y estaban muy alejados de la agitación política del país. Contaban con una importante colección de villas y yates, y eran atendidos por sirvientes, incluso en sus viajes. Duško y sus hermanos pasaron la mayor parte de sus años de formación a lo largo de la costa del Adriático y fueron ávidos atletas y amantes de la naturaleza.
El padre de Popov mimó a sus hijos y construyó una espaciosa villa junto al mar para su uso exclusivo, donde podían entretener a sus amigos y organizar fiestas costosas. También fue insistente en que reciban una educación de calidad. Aparte de su serbio nativo, Popov hablaba con fluidez italiano, alemán y francés en su adolescencia. Entre los 12 y los 16 años asistió a un liceo en París.
En 1929, el padre de Popov lo matriculó en Ewell Castle, una prestigiosa escuela preparatoria en Surrey. La estancia de Popov en la escuela resultó ser de corta duración. Después de sólo cuatro meses, fue expulsado tras un altercado con un profesor. Anteriormente había sufrido una paliza con un bastón de caña a manos del maestro después de ser sorprendido fumando un cigarrillo. Se dictaron otros azotes después de que Popov faltara a una detención, y para evadir más castigos corporales, Popov agarró el bastón del maestro y lo partió en dos delante de sus compañeros de clase. Posteriormente, el padre de Popov lo matriculó en Lycée Hoche, una institución secundaria en Versalles, a la que asistió durante los dos años siguientes.

### Activismo estudiantil
A la edad de 18 años, Popov se matriculó en la Universidad de Belgrado para obtener una licenciatura en derecho. Durante los siguientes cuatro años, se convirtió en un rostro familiar en los cafés y clubes nocturnos de Belgrado, y tenía reputación de mujeriego. "Las mujeres... lo encontraban irresistible", escribe el columnista del London Times Ben Macintyre, "con sus modales tranquilos, su boca relajada y sensual... y sus ojos verdes... de dormitorio".  En 1934, Popov se matriculó en la Universidad de Friburgo, con la intención de obtener un doctorado en derecho. Alemania había quedado recientemente bajo el gobierno de Adolf Hitler y el Partido Nazi, pero en ese momento Popov prestaba poca atención a la política. Había elegido Friburgo porque estaba relativamente cerca de su país natal y quería mejorar sus conocimientos del idioma alemán. Alemania ya era escenario de quemas masivas de libros, se habían establecido los primeros campos de concentración y había comenzado la persecución sistemática de los judíos.
Popov comenzó sus estudios en la Universidad de Friburgo en el otoño de 1935 y, en los meses siguientes, comenzó a mostrar un mayor interés por la política y expresó sus opiniones políticas con más vigor. Casi al mismo tiempo, se hizo amigo de un compañero de estudios, Johann (Johnny) Jebsen, hijo de un magnate naviero alemán. Los dos se acercaron, en gran parte debido a su estilo de vida estridente y un interés compartido en los vehículos deportivos. En 1936-1937, Popov comenzó a participar en debates en el Ausländer Club, que se celebraban cada dos viernes por la noche. Le decepcionó que muchos estudiantes extranjeros parecieran dejarse llevar por los argumentos pronazis defendidos allí. Popov descubrió que los polemistas alemanes eran todos miembros del partido cuidadosamente seleccionados que elegían de antemano el tema de cada debate y ensayaban vigorosamente los temas de conversación nazis. Convenció a Jebsen, entonces presidente del club, para que le informara con antelación sobre los temas del debate y transmitió esta información a los participantes británicos y estadounidenses. El propio Popov pronunció dos discursos en el club, defendiendo la democracia. También escribió varios artículos para el diario Politika de Belgrado, ridiculizando a los nazis. "Duško despreciaba el nazismo", escribe el biógrafo Larry Loftis, "y como no era alemán, creía que no debía lealtad a Hitler ni al Estado".
En el verano de 1937, Popov completó su tesis doctoral y decidió celebrarlo embarcándose en un viaje a París. Antes de que pudiera irse, fue arrestado por la Gestapo, que lo acusó de ser comunista. Sus movimientos habían sido seguidos previamente por agentes encubiertos y sus conocidos interrogados. Popov fue encarcelado en la prisión de Friburgo sin proceso formal. Cuando Jebsen recibió la noticia del arresto de su amigo, llamó al padre de Popov y le informó de lo ocurrido. El padre de Popov se puso en contacto con el primer ministro yugoslavo Milan Stojadinović, quien planteó la cuestión a Hermann Göring, y después de ocho días en cautiverio, Popov fue liberado. Se le ordenó abandonar Alemania en un plazo de 24 horas y, tras recoger sus pertenencias, abordó un tren con destino a Suiza. Pronto llegó a Basilea y encontró a Jebsen esperándolo en el andén de la estación. Jebsen informó a Popov del papel que había desempeñado para conseguir su liberación. Popov expresó su gratitud y le dijo a Jebsen que si alguna vez necesitaba ayuda, sólo necesitaba pedírsela.
Hablaba con fluidez el alemán y tenía muchos amigos alemanes en altos cargos, pero en el fondo despreciaba a los nazis después de una limpieza desagradable durante sus años universitarios en Freiburg. Su amigo, Johann Jebsen, se acercó a él para trabajar para la Abwehr, que informaba a Hope Clemente, oficial de control de pasaportes en la legación británica en Yugoslavia. Hope inició a Popov como agente doble con el nombre en clave Skoot (que más tarde fue conocido por su entrenador como Triciclo) y le aconsejó cooperar con Jebsen.
Una vez aceptado como doble agente, Popov se mudó a Londres. Sus actividades de negocios internacionales en un negocio de importación y exportación le daban suficiente para las visitas a Portugal, lo que fue vinculado con el Reino Unido por un servicio semanal aéreo civil durante la mayor parte de la guerra. Popov otorgó suficiente  información aprobada por la MI5 a los alemanes para mantenerlos felices e ignorar sus acciones, y fue bien pagado por sus servicios. Las tareas que se le dieron fueron de gran valor para los británicos en la evaluación de los planes del enemigo y para planeamiento.
Popov es famoso por el estilo de vida de playboy que vivió en el ejercicio de las misiones peligrosos durante la  guerra para los británicos.

### Segunda Guerra Mundial
A su regreso a Dubrovnik en el otoño de 1937, Popov comenzó a ejercer la abogacía. En febrero de 1940, recibió un mensaje de Jebsen pidiéndole reunirse en el Hotel Serbian King en Belgrado. Popov se sorprendió al descubrir que Jebsen estaba hecho un manojo de nervios, fumando y bebiendo de manera exorbitante. Le dijo a Popov que se había unido al negocio naviero de su familia después de graduarse en Friburgo y le explicó que necesitaba una licencia de transporte yugoslavo para evadir el bloqueo naval aliado en Trieste. Popov aceptó ayudar a Jebsen y este último viajó de regreso a Berlín para recoger la documentación requerida. Dos semanas más tarde, Jebsen regresó a Belgrado e informó a Popov que se había unido a la Abwehr, el servicio de inteligencia militar alemán, como Forscher (investigador).
La posibilidad de Jebsen de viajar por Europa en viajes de negocios no se vería obstaculizada siempre que presentara informes que detallaran la información que había recibido de sus contactos comerciales. Le dijo a Popov que se unió a la Abwehr para evitar ser reclutado por la Wehrmacht. Jebsen dijo que el servicio militar no era una opción porque padecía venas varicosas. La noticia fue una sorpresa para Popov, ya que su amigo había expresado previamente opiniones antinazis.
Popov informó a Clement Hope, oficial de control de pasaportes de la legación británica en Yugoslavia. Hope inscribió a Popov como agente doble con el nombre en clave Scoot (más tarde su manejador lo conoció como Tricycle) y le aconsejó que cooperara con Jebsen. Una vez aceptado como agente doble, Popov se mudó a Londres. Sus actividades comerciales internacionales en un negocio de importación y exportación proporcionaron cobertura para visitas al Portugal neutral; su capital, Lisboa, estuvo unida al Reino Unido mediante un servicio aéreo civil semanal durante la mayor parte de la guerra. Popov utilizó su posición encubierta para informar periódicamente a sus responsables de la Abwehr en Portugal. Popov proporcionó a los alemanes suficiente información aprobada por el MI6 para mantenerlos contentos e inconscientes de sus acciones, y recibió un buen pago por sus servicios. Las asignaciones de Popov fueron de gran valor para los británicos a la hora de evaluar los planes y el pensamiento del enemigo.
Su engaño más importante fue convencer a los alemanes de que los desembarcos del Día D serían en Calais, no en Normandía, y pudo informar al MI6 que cayeron en este engaño, lo que corroboró el descifrado mensaje de la máquina de cifrado de Lorenz por parte de Bletchley Park.

### Denuncias respecto a Pearl Harbor
En 1941, Popov viajó repetidamente a Portugal durante sus misiones. Permaneció en Estoril, en el Hotel Palácio, en enero y marzo de 1941, y luego nuevamente entre el 29 de junio y el 10 de agosto de 1941. Durante su estancia, conoció a Ian Fleming, que en ese momento trabajaba para la Royal Navy británica. Ambos compartían misión en el Casino Estoril, y se cree que Popov sirvió de inspiración para el personaje de James Bond en las novelas de Fleming.
En 1941, Popov fue enviado a los Estados Unidos por la Abwehr para establecer una nueva red en Alemania. Se le dieron suficientes fondos y un cuestionario de inteligencia (una lista de objetivos de inteligencia, más tarde publicada como anexo del libro de JC Masterman,  The Double Cross System). De las tres páginas mecanografiadas del cuestionario, una página entera estuvo dedicada a  preguntas muy detalladas sobre la defensa de Estados Unidos en Pearl Harbor en la isla hawaiana de Oahu. Él se puso en contacto con el FBI y les explicó lo que le habían pedido que hiciera.
Durante una entrevista televisada, Dusko Popov afirmó haber informado al FBI el 12 de agosto de 1941, sobre el inminente ataque a Pearl Harbor. Por alguna razón, ya fuera que el jefe del FBI J. Edgar Hoover no informó de este hecho a sus superiores, o que ellos, por sus propias razones, no tomaron ninguna medida con respecto a este aparente interés alemán en Pearl Harbor. 
Hoover desconfiaba de Popov debido a que era en realidad un agente doble, aunque el MI6 había dado un aviso al FBI en Nueva York de que podría aparecer. Popov mismo había dicho que a Hoover le parecía bastante sospechoso, que este desconfiaba de él y, según el autor William Mole Wood, cuando Hoover descubrió que Popov se había llevado a una mujer de Nueva York a Florida, amenazó con arrestarlo por «trata de blancas» si no dejaba los Estados Unidos inmediatamente.

### Operación Fortitude
En 1944, Popov se convirtió en una pieza clave de la campaña de engaño Operación Fortitude, que fue cuando los aliados intentaban convencer a Alemania de los aliados iban a asaltar Calais y no Normandía. En el momento de la operación Popov se encontraba en Portugal. Se alojó nuevamente en Estoril, en el Hotel Palácio, entre el 31 de marzo y el 12 de abril de 1944. Sin embargo, cuando su entrenador de inteligencia alemán, Johann Jebsen —que también era un doble agente (con nombre clave Artist)—, y un amigo cercano de Popov desde antes de la guerra, fue arrestado, los británicos temían que Popov había sido traicionado y dejaron de darle información crítica para que entregara. Más tarde se descubrió que la Abwehr todavía consideraba a Popov como un activo y los británicos lo volvieron a utilizar. La muerte de Jebsen a manos de los nazis tuvo un profundo impacto emocional en Popov.

### Vida posterior
En 1972, John Cecil Masterman publicó The Double Cross System in the War of 1939 to 1945 (El Sistema de engaño en la guerra de 1939 a 1945), un relato íntimo del engaño militar británico en tiempos de guerra. Antes de su publicación, Popov no tenía intención de revelar sus actividades durante la guerra, creyendo que el MI6 no lo permitiría. El libro de Masterman convenció a Popov de que era hora de hacer públicas sus hazañas. En 1974, Popov publicó una autobiografía titulada Spy/Counterspy (Espía/Contraespía), "un relato picante de sus aventuras que se lee como una novela de James Bond". Russel Miller lo describió como "fundamentalmente preciso, aunque ocasionalmente adornado". Varios de los eventos descritos en el libro fueron completamente ficticios, como una pelea a puñetazos que Popov afirmó haber tenido con un agente alemán, fueron exagerados para lograr un efecto dramático, o no pudieron fundamentarse a través de registros de inteligencia desclasificados posteriormente. La esposa y los hijos de Popov aparentemente desconocían su pasado hasta la publicación del libro.
A principios de la década de 1980, años de fumar empedernido y beber en exceso habían pasado factura a la salud de Popov. Murió en Opio el 10 de agosto de 1981, a los 69 años. Le sobrevivieron su esposa y tres hijos. Su familia dijo que su muerte se produjo después de una larga enfermedad. Falleció antes su hermano Ivo, quien murió en 1980. Poco después de la muerte de Popov, el MI6 comenzó a desclasificar documentos relacionados con las actividades de desinformación y recopilación de inteligencia de los aliados durante la guerra, verificando así muchas de sus afirmaciones.
Popov era conocido por ser un mujeriego. En los Estados Unidos vivió un estilo de vida extravagante y tuvo un romance con la conocida actriz Simone Simon.

### Legado
Duško Popov es considerado una de las principales inspiraciones de las novelas de James Bond de Ian Fleming. Fue el tema de un documental televisivo de una hora producido por Starz Inc y Cinenova, titulado True Bond (Verdedero Bond), que se emitió en junio de 2007. Otros dos documentales que relatan las hazañas de Popov, The Real Life James Bond: Dusko Popov (La verdadera vida de James Bond: Dusko Popov)  y Double Agent Dusko Popov: Inspiration for James Bond (Agente Doble Dusko Popov: Inspiración por James Bond) también se han producido. Popov también ha sido objeto de varias biografías, en particular Codename Tricycle (2004) de Miller y Into the Lion's Mouth (2016) de Loftis.
Popov es objeto de numerosos podcasts, incluida la primera temporada de The Spy Who Inspired 007  (El espía que inspiró a 007) (2024) de Wondery.

## Otras lecturas
- Popov, Dusko (1974). Spy/Counterspy. New York: Grosset & Dunlap. ISBN 978-0-448-11606-8.